# Scalabis bimaculata
Scalabis bimaculata är en insektsart som först beskrevs av Melichar 1906.  Scalabis bimaculata ingår i släktet Scalabis och familjen sköldstritar. Inga underarter finns listade i Catalogue of Life.